# Toro Rosso STR4
Chronologie des modèles (2009)
Toro Rosso STR3 Toro Rosso STR5
La Toro Rosso STR4 est la monoplace de Formule 1 engagée par l'équipe Scuderia Toro Rosso dans le championnat du monde de Formule 1 2009.
Officiellement présentée le 9 mars 2009 sur le circuit de Barcelone, cette monoplace tient compte des modifications de règlements introduites en 2009 et présente un aileron avant élargi, un aileron arrière rétréci et relevé et des pneus slicks. Ses pilotes titulaires sont Sébastien Buemi et Sébastien Bourdais, le pilote de réserve étant Jaime Alguersuari.

## Historique
Giorgio Ascanelli, le directeur technique de la Scuderia Toro Rosso a annoncé que la STR4 n'est pas une copie de la Red Bull RB5 bien que les deux monoplaces soient conçues par la même structure d'ingéniérie, Red Bull Technology, basée à Milton Keynes. En effet, plus qu'auparavant, la Toro Rosso a subi de profondes modifications pour permettre l’intégration du V8 Ferrari.
Si les caractéristiques essentielles des monoplaces sont communes (longueur, empattement, répartition du poids), l'installation du moteur a conduit à certaines particularités au niveau notamment du système d'alimentation en carburant, du réservoir, du système de refroidissement et des systèmes de lubrification.
La STR4 a effectué son premier roulage le lundi 9 mars 2009.

## Résultats en championnat du monde de Formule 1
| Saison | Écurie              | Moteur           | Pneus       | Pilotes            | Courses | Courses | Courses | Courses | Courses | Courses | Courses | Courses | Courses | Courses | Courses | Courses | Courses | Courses | Courses | Courses | Courses | Points inscrits | Classement |
| Saison | Écurie              | Moteur           | Pneus       | Pilotes            | 1       | 2       | 3       | 4       | 5       | 6       | 7       | 8       | 9       | 10      | 11      | 12      | 13      | 14      | 15      | 16      | 17      | Points inscrits | Classement |
| ------ | ------------------- | ---------------- | ----------- | ------------------ | ------- | ------- | ------- | ------- | ------- | ------- | ------- | ------- | ------- | ------- | ------- | ------- | ------- | ------- | ------- | ------- | ------- | --------------- | ---------- |
| 2009   | Scuderia Toro Rosso | Ferrari Type 056 | Bridgestone |                    | AUS     | MAL**   | CHI     | BAH     | ESP     | MON     | TUR     | GBR     | ALL     | HON     | EUR     | BEL     | ITA     | SIN     | JAP     | BRÉ     | ABU     | 8               | 10e        |
| 2009   | Scuderia Toro Rosso | Ferrari Type 056 | Bridgestone | Sébastien Bourdais | 8e      | 10e     | 11e     | 13e     | Abd     | 8e      | 18e     | Abd     | Abd     |         |         |         |         |         |         |         |         | 8               | 10e        |
| 2009   | Scuderia Toro Rosso | Ferrari Type 056 | Bridgestone | Jaime Alguersuari  |         |         |         |         |         |         |         |         |         | 15e     | 16e     | Abd     | Abd     | Abd     | Abd     | 14e     | Abd     | 8               | 10e        |
| 2009   | Scuderia Toro Rosso | Ferrari Type 056 | Bridgestone | Sébastien Buemi    | 7e      | 16e     | 8e      | 17e     | Abd     | Abd     | 15e     | 18e     | 16e     | 16e     | Abd     | 12e     | 13e     | Abd     | Abd     | 7e      | 8e      | 8               | 10e        |

Légende : ici 
- ** : La moitié des points a été distribuée parce que la course a été réduite de moins de 75 % de la distance de la course.